# Diócesis de Legnica
La diócesis de Legnica (en latín: Dioecesis Legnicen(sis) y en polaco: Diecezja legnicka) es una circunscripción eclesiástica de la Iglesia católica en Polonia. Se trata de una diócesis latina, sufragánea de la arquidiócesis de Breslavia. Desde el 28 de junio de 2021 su obispo es Andrzej Siemieniewski.

## Territorio y organización

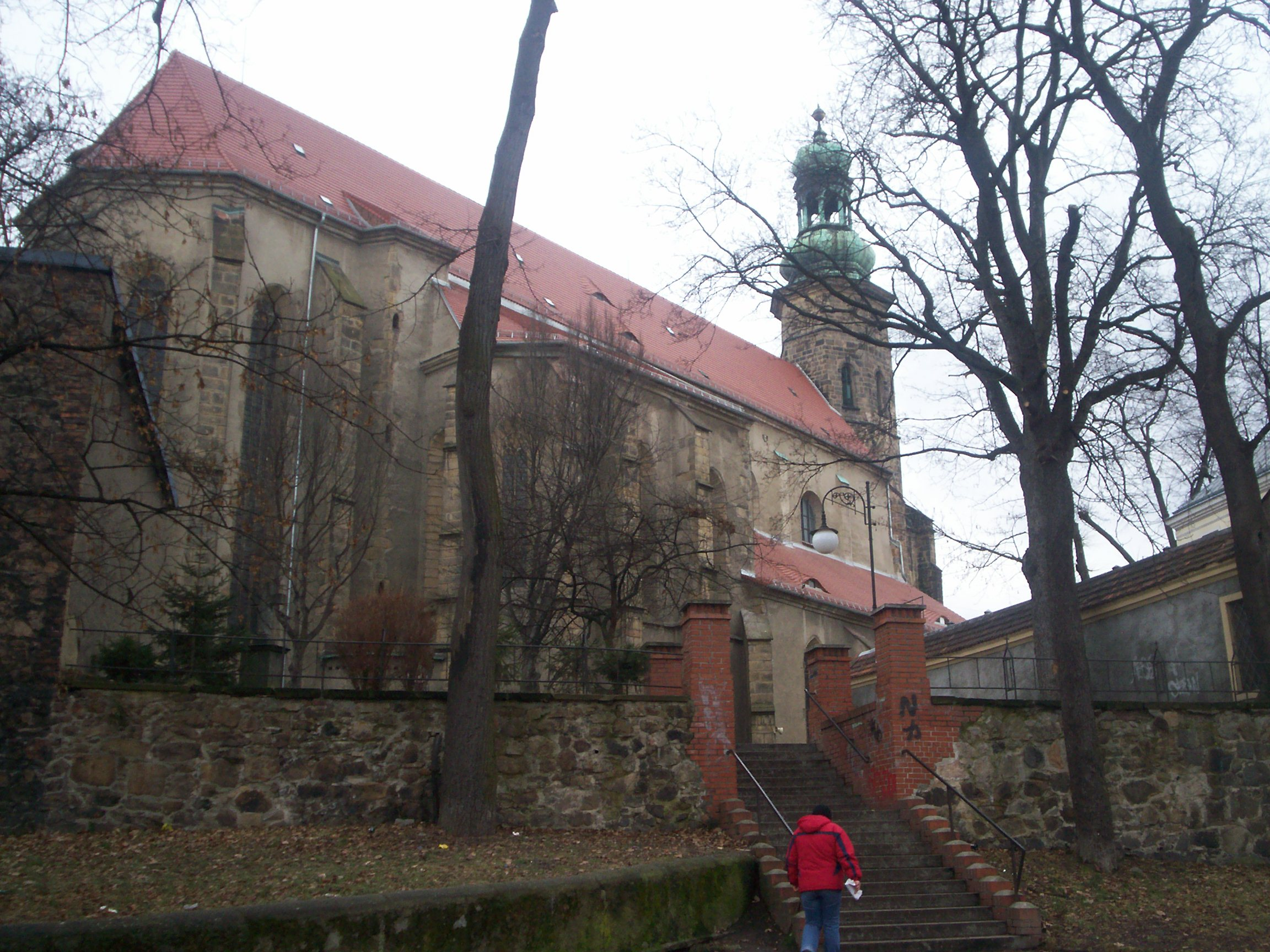
Basílica de los Santos Erasmo y Pancracio, Jelenia Góra

La diócesis tiene 7080 km² y extiende su jurisdicción sobre los fieles católicos de rito latino residentes en parte occidental del voivodato de Baja Silesia.

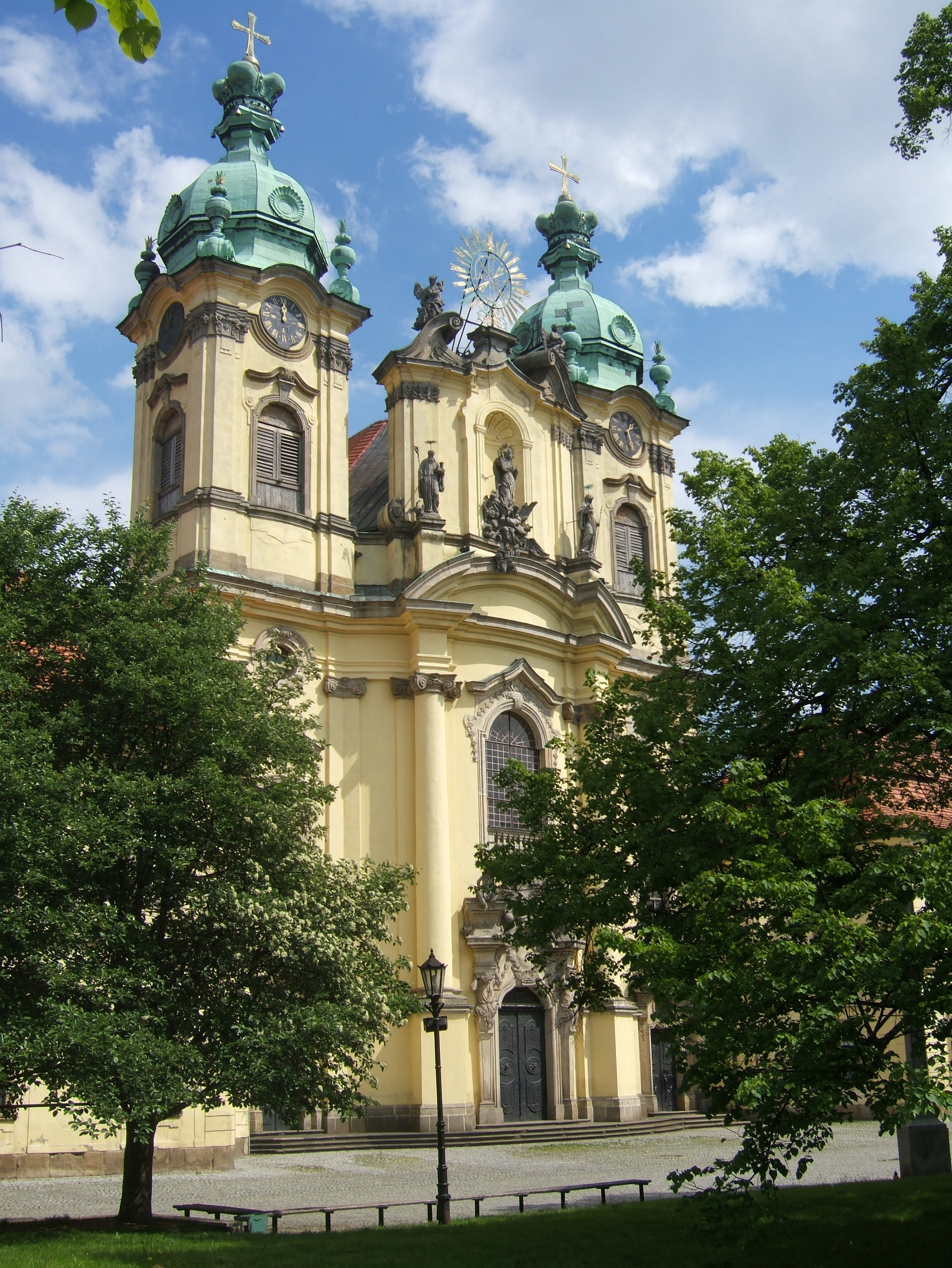
Basílica de Santa Eduvigis, Legnickie Pole

La sede de la diócesis se encuentra en la ciudad de Legnica, en donde se halla la Catedral de los Santos Pedro y Pablo. En el territorio de la diócesis hay cuatro basílicas menores: la basílica de los Santos Erasmo y Pancracio, en Jelenia Góra, la basílica de Santa Eduvigis, en Legnickie Pole, y la basílica de la Asunción de la Virgen María, en Krzeszów, y la basílica de la Asunción de la Virgen María y San Nicolás, en Bolesławiec.

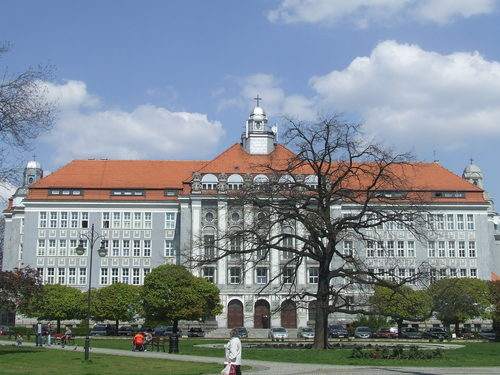
Sede de la curia y seminario diocesano, Legnica

En 2023 en la diócesis existían 238 parroquias agrupadas en 26 decanatos: Bogatynia, Bolesławiec Wschód, Bolesławiec Zachód, Chocianów, Chojnów, Gryfów Śląski, Jawor, Jelenia Góra Wschód, Jelenia Góra Zachód, Kamienna Góra Wschód, Kamienna Góra Zachód, Karpacz, Legnica Wschód, Legnica Zachód, Leśna, Lubań, Lubin Wschód, Lubin Zachód, Lwówek Śląski, Nowogrodziec, Polkowice, Prochowice, Ścinawa, Szklarska Poręba, Zgorzelec y Złotoryja.

## Historia
La diócesis fue erigida el 25 de marzo de 1992 por el papa Juan Pablo II mediante la bula Totus Tuus Poloniae populus, obteniendo el territorio de la arquidiócesis de Breslavia.
El 25 de marzo de 1993 se instituyó el seminario mayor diocesano.
El 7 de octubre de 1993, con la carta apostólica Christifideles dioecesis, el papa Juan Pablo II confirmó a los santos Pedro y Pablo como patronos principales de la diócesis, y a san José, invocado con el título de "Custodio del Redentor" (Redemptoris custos), como patrono secundario.
En junio de 1997 recibió la visita del papa Juan Pablo II durante su viaje apostólico a Polonia.
El 24 de febrero de 2004 cedió una parte de su territorio para la erección de la diócesis de Świdnica mediante la bula Multos fructus del papa Juan Pablo II.

## Estadísticas
Según el Anuario Pontificio 2024 la diócesis tenía a fines de 2023 un total de 781 430 fieles bautizados.
| Año                                                                             | Población            | Población | Población      | Sacerdotes | Sacerdotes    | Sacerdotes    | Bautizados por sacerdote | Diáconos permanentes | Religiosos | Religiosos | Parroquias |
| Año                                                                             | Bautizados católicos | Total     | % de católicos | Total      | Clero secular | Clero regular | Bautizados por sacerdote | Diáconos permanentes | Varones    | Mujeres    | Parroquias |
| ------------------------------------------------------------------------------- | -------------------- | --------- | -------------- | ---------- | ------------- | ------------- | ------------------------ | -------------------- | ---------- | ---------- | ---------- |
| 1999                                                                            | 1 111 685            | 1 141 308 | 97.4           | 529        | 436           | 93            | 2101                     |                      | 103        | 303        | 291        |
| 2000                                                                            | 1 111 143            | 1 141 125 | 97.4           | 539        | 446           | 93            | 2061                     |                      | 101        | 298        | 290        |
| 2001                                                                            | 1 111 123            | 1 140 021 | 97.5           | 552        | 454           | 98            | 2012                     |                      | 106        | 300        | 294        |
| 2002                                                                            | 1 084 000            | 1 120 000 | 96.8           | 555        | 468           | 87            | 1953                     |                      | 96         | 280        | 294        |
| 2003                                                                            | 983 840              | 1 051 984 | 93.5           | 574        | 476           | 98            | 1714                     |                      | 110        | 260        | 294        |
| 2013                                                                            | 760 328              | 833 739   | 91.2           | 481        | 410           | 71            | 1580                     |                      | 81         | 188        | 241        |
| 2016                                                                            | 745 000              | 828 000   | 90.0           | 515        | 412           | 103           | 1446                     |                      | 104        | 188        | 239        |
| 2019                                                                            | 816 100              | 839 700   | 97.2           | 470        | 378           | 92            | 1736                     |                      | 97         | 157        | 238        |
| 2021                                                                            | 780 140              | 802 700   | 97.2           | 487        | 387           | 100           | 1601                     |                      | 105        | 150        | 238        |
| 2023                                                                            | 781 430              | 803 980   | 97.2           | 485        | 383           | 102           | 1611                     | 3                    | 107        | 150        | 238        |
| Fuente: Catholic-Hierarchy, que a su vez toma los datos del Anuario Pontificio. |                      |           |                |            |               |               |                          |                      |            |            |            |

## Episcopologio
- Tadeusz Rybak † (25 de marzo de 1992-19 de marzo de 2005 retirado)
- Stefan Cichy (19 de marzo de 2005-16 de abril de 2014 retirado)
- Zbigniew Kiernikowski (16 de abril de 2014-28 de junio de 2021 retirado[6])
- Andrzej Siemieniewski, desde el 28 de junio de 2021